# Бельмонте-де-Тахо
Бельмонте-де-Тахо (ісп. Belmonte de Tajo) — муніципалітет в Іспанії, у складі автономної спільноти Мадрид. Населення — 1488 осіб (2010).
Муніципалітет розташований на відстані близько 44 км на південний схід від Мадрида.

## Демографія
Динаміка населення (INE ):

## Галерея зображень

Розташування муніципалітету у автономній спільноті Мадрид